# Plumularia crateroides
Plumularia crateroides is een hydroïdpoliep uit de familie Plumulariidae. De poliep komt uit het geslacht Plumularia. Plumularia crateroides werd in 1911 voor het eerst wetenschappelijk beschreven door Mulder & Trebilcock. 